# مرضية النعاس
مرضية النعاس أو مرضية عبد الله النعاس (23 يوليو 1949 - )، روائية وقاصة وصحفية ليبية، تعتبر روايتها «شيء من الدفء» الصادر سنة 1972 أول رواية ليبية منشورة تكتبها امرأة. وهي متحصلة على وسام رائدة الصحافة الأولى في ليبيا سنة 1975، ودكتوراه فخرية من جامعة طرابلس سنة 2022.

## المسيرة المهنية
ولدت مرضية النعاس بمدينة درنة سنة 1949، ونشأت في أسرة متوسطة الحال، وبدأت في القراءة والإطلاع في وقت مبكر من حياتها، إذ كان والدها «واسع الإطلاع» ويواظب على قراءة الصحف والمجلات بشكل منتظم، الأمر الذي شجعها على تنمية موهبتها في الكتابة. حصلت على ليسانس في القانون من جامعة قاريونس، ونشرت نتاجها في كثير من الصحف والمجلات المحلية مثل صحيفتيْ «الزمان» و«الرقيب»، ومجلتي «البيت» و«الأسبوع الثقافي»، وفي المجلات العربية مثل «الصياد» و«الوعي العربي»، وتولت لاحقًا رئاسة تحرير مجلتي «البيت» و«الأمل»، وتقلدت منصب نائب رئيس تحرير جريدة «البيان» التي كانت تصدر في روما.
تناولت تجربتها الإبداعية العديد من الدراسات الجامعية، مثل بحث «قهر النسق الاجتماعي في سيرة مرضية النعاس» في جامعة الأمير عبد القادر للعلوم الإسلامية الجزائرية، و«سوسيولوجية الغضب الناعم في الروايات النسائية الليبية» في جامعة الزيتونة التونسية، «السرد النسائي في الرواية الليبية: دراسة في الأدب الليبي» في جامعة عين شمس المصرية.

## مؤلفاتها
أصدرت مرضية النعاس روايتين ومجموعتين قصصيتين:
- شيء من الدفء (رواية)، مكتبة الفكر، طرابلس، 1972[11]
- غزالة (مجموعة قصصية)، الشركة العامة للطباعة والنشر، طرابلس، 1976
- المظروف الأزرق (رواية)، الدار الجماهيرية للنشر والتوزيع والإعلان، طرابلس، 1980
- رجال ونساء (مجموعة قصصية)، الدار الجماهيرية للنشر والتوزيع والإعلان، طرابلس، 1993

بالإضافة إلى ثلاثة مخطوطات:
- أنغام الملائكة (مجموعة قصصية)
- وجود خارج الذاكرة (رواية)
- بنات داخلي (رواية)

## وصلات خارجية
- صفحة مرضية النعاس على موقع جودريدز